# Železniční trať Akko–Karmiel
Železniční trať Akko–Karmiel (hebrejsky מסילת עכו–כרמיאל‎, mesilat Ako–Karmi'el) je železniční trať v severním Izraeli, která vede z města Akko do Karmielu a vytváří tak západovýchodní spojení mezi pobřežní nížinou a centrálními regiony Galileje.

## Historie výstavby
Projekt nové železniční trati začala zpracovávat roku 2001 firma Tedem. V počáteční fázi se uvažovalo o tom, že by šlo o lehkou trať typu meziměstské tramvaje. V roce 2009 ale ministr dopravy Jisra'el Kac oznámil, že finálně rozhodl o tom, že půjde o klasickou železniční trať. Podle dřívějších informací se zahájení výstavby čekalo v prosinci 2013 a trať měla být dokončena v únoru 2017, přičemž běžný provoz měl začít v lednu 2017. Budování trati začalo nakonec již v březnu 2011. V červenci 2015 začalo na trati pokládání kolejového svršku. Podle stavu z roku 2015 probíhalo i plánování další etapy výstavby, kdy měla být trať prodloužena z Karmielu dále k východu až do města Kirjat Šmona.
Provoz na nové železniční trati byl zahájen 20. září 2017. Ministr financí Moše Kachlon rozhodl, že obyvatelé regionu budou moci po dobu tří měsíců cestovat zadarmo, později měli mít po dva roky 50% slevu na jízdné.

## Popis trati
Jde o dvoukolejnou dráhu o délce 21,6 km. Byla projektována pro osobní i nákladní přepravu. Celkové náklady na výstavbu tratě byly vyčísleny na 2,8 miliardy šekelů. Jde o dráhu s elektrickou trakcí, koncipovanou na maximální rychlost 160 km/hod s tím, že v jednotlivých úsecích se provozní rychlost má pohybovat od 50 do 160 km/hod. Cesta z Karmielu do Tel Avivu se po dokončení trati zkrátila na 1 hodinu a 15 minut.

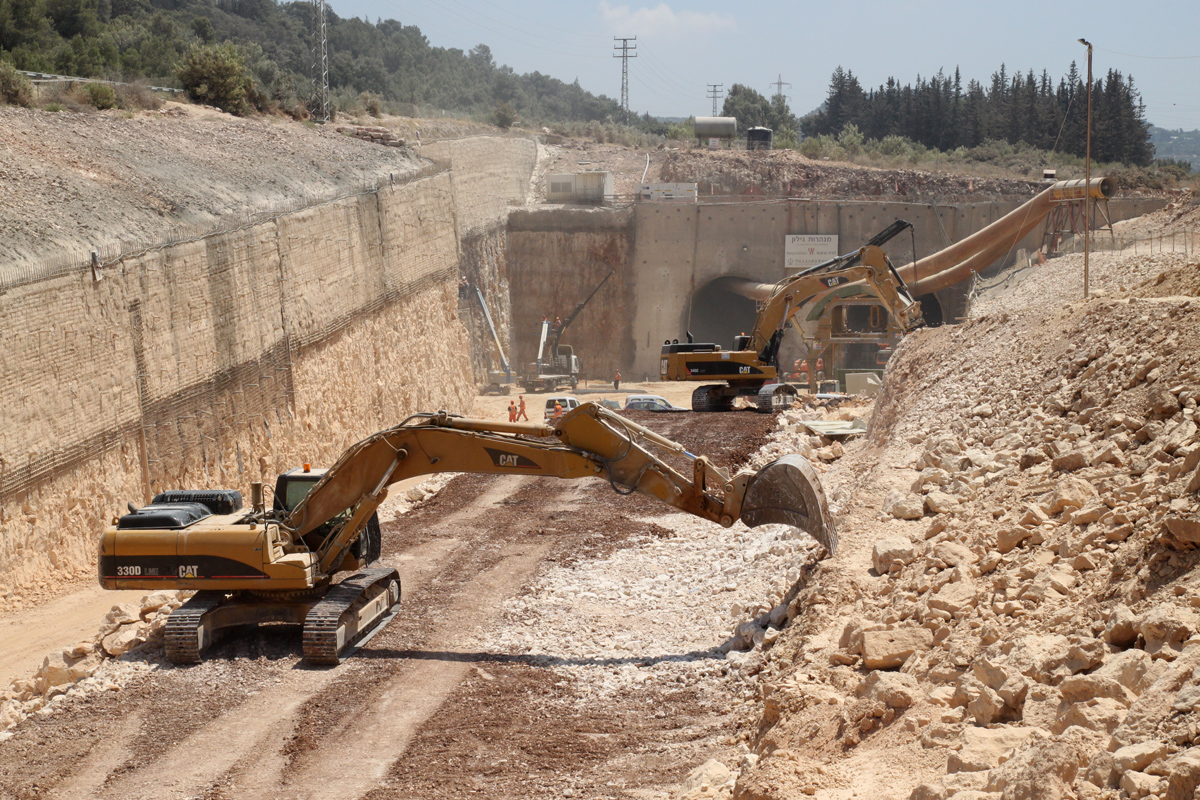
Budování železničních tunelů Gilon, srpen 2012.

Trať začíná v izraelské pobřežní planině, kde jižně od města Akko odbočuje k východu z pobřežní železniční trati. Na trati se nachází železniční stanice Achihud a koncová železniční stanice Karmiel. Součástí dráhy je několik mostů. Konkrétně jde o přemostění vádí Nachal Na'aman a Nachal Chilazon, přičemž koryto Nachal Chilazon je v rámci výstavby přesunuto o 900 metrů. Zároveň je realizována estakáda pro dálnici číslo 4. Po velkou část trasy je železnice vedena souběžně s dálnici číslo 85. Ve východní části tratě jsou dva paralelní tunely Gilon o délce 4,6 km. Jejich ražba byla dokončena v dubnu 2014. Výstavbu tunelů prováděl joint venture firem Danya Cebus Ltd. a stavební společnosti China Civil Engineering Construction Corporation. Náklady dosáhly 700 milionů šekelů. Celkové dokončení tunelového úseku se očekávalo v říjnu 2014.
Po zprovoznění prvního úseku do města Karmiel se počítalo s pozdějším prodloužením tratě na východ, až do města Kirjat Šmona. Na již otevřeném úseku se navíc plánovalo otevření dalších dvou stanic ve městech Džudejda-Makr a Madžd al-Krum.

## Seznam stanic
Na železniční trati Akko–Karmiel jsou následující stanice:
- odbočení z pobřežní železniční trati poblíž města Akko
- železniční stanice Džudejda-Makr (plánovaná)
- železniční stanice Achihud
- železniční stanice Madžd al-Krum (plánovaná)
- železniční stanice Karmiel